# Coosje van Bruggen

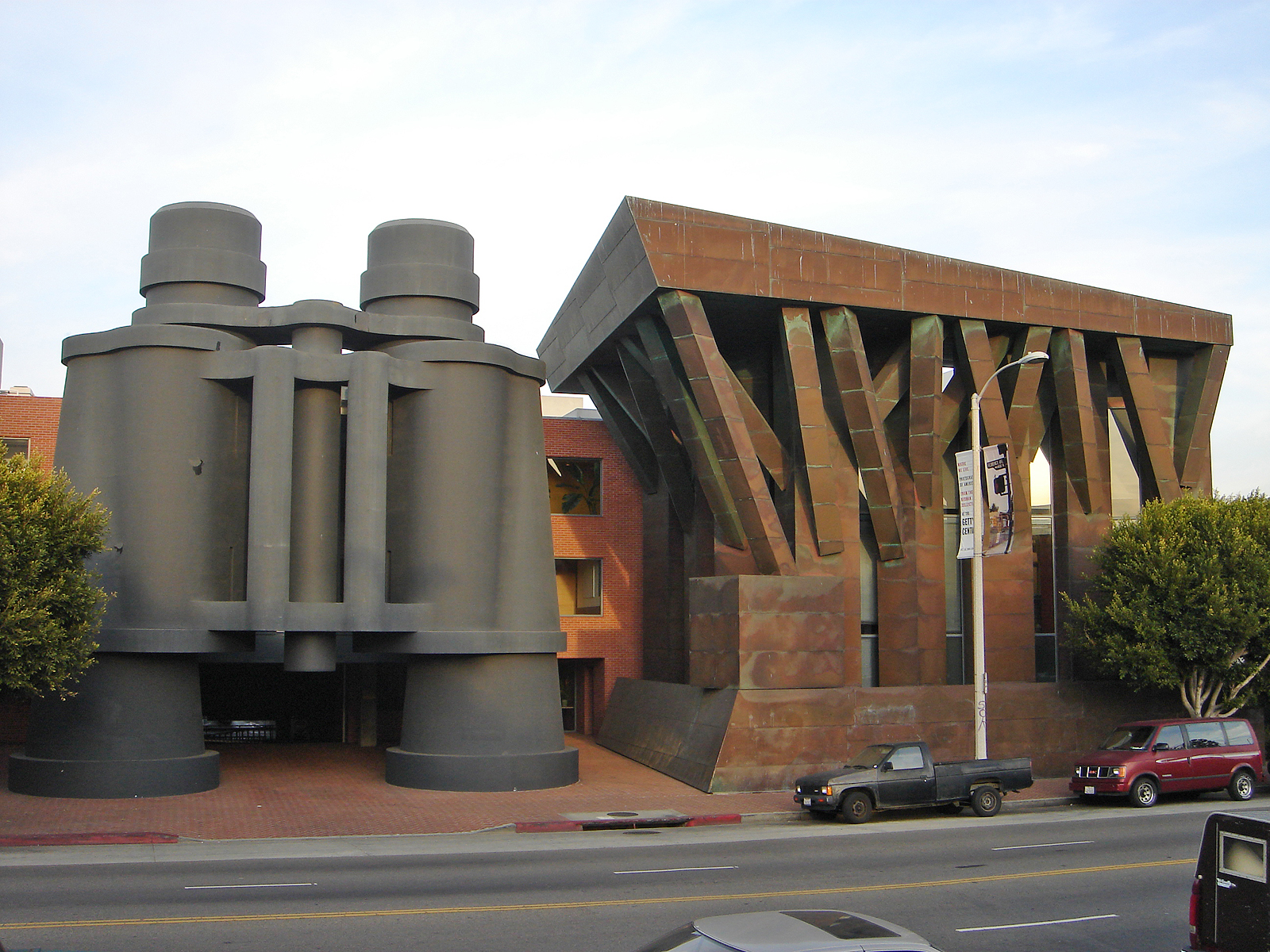
Ett hus av Frank Gehry i Los Angeles. Kikaren är ett verk av Claes Oldenburg och Coosje van Bruggen.

Coosje van Bruggen, född 6 juni 1942 i Groningen, Nederländerna, död 10 januari 2009 i Los Angeles, var en nederländsk-amerikansk skulptör. Hon arbetade tillsammans med sin make Claes Oldenburg och skapade enorma skulpturer av vardagliga ting som säkerhetsnålar, en stämpel och en klädnypa.